# Mężczyzna idealny (film 1987)
Mężczyzna idealny - komedia s-f z (1987) roku w reżyserii Susan Seidelman. W rolach głównych wystąpili John Malkovich jako Jeff Peters/Ulysses oraz Ann Magnuson jako Frankie Stone.

## Główne role
- John Malkovich - Dr Jeff Peters/Ulysses
- Ann Magnuson - Frankie Stone
- Glenne Headly - Trish
- Ben Masters - Steve Marcus
- Laurie Metcalf - Sandy
- Polly Bergen - Estelle Stone
- Harsh Nayyar - Dr Ramdas
- Hart Bochner - Don
- Susan Berman - Ivy Stone
- Polly Draper - Suzy Duncan
- Christian Clemenson - Bruce
- Merwin Goldsmith - Moe Glickstein